# Médéric Louis Élie Moreau de Saint-Méry
Pour les articles homonymes, voir Moreau et Saint-Méry.
Médéric Louis Élie Moreau de Saint-Méry, né le 13 janvier 1750 à Fort-Royal, en Martinique, et mort le 28 janvier 1819  à Paris, est un juriste, homme politique, esclavagiste et historien de la colonie de Saint-Domingue.
Colon créole, érudit et propriétaire d’esclaves, Moreau de Saint-Méry est aussi un acteur de la Révolution française, tout autant engagé à Paris en 1789 dans le processus révolutionnaire anti-absolutiste, que dans la réaction coloniale esclavagiste et ségrégationniste.

## Biographie

### Avant la Révolution
D'une famille du Poitou, Médéric Louis Élie Moreau de Saint-Méry perd son père très jeune et, à 19 ans, se fait admettre dans les gendarmes du roi ; il étudie en même temps le droit et est reçu avocat au parlement de Paris en 1771. Son congé terminé, il revient à la Martinique où l'état de ses affaires, après la mort de sa mère, l'oblige d'aller exercer sa profession au Cap français, sur l'île de Saint-Domingue, où il se voit gratifié d'un poste au Conseil supérieur de Saint-Domingue. Il s'intéresse au problème de la codification des lois coloniales et publie Lois et Constitutions des colonies françaises sous le vent. En 1785, il devient franc-maçon, membre de la loge des Neuf Sœurs. Il est le premier secrétaire perpétuel élu du Musée, société savante créée par Jean-François Pilâtre de Rozier.

### Révolution française
Il revient à Paris en 1785 où il participe à la création d’un comité colonial, destiné à empêcher toute réforme du système esclavagiste, et collabore aux travaux du club de l'hôtel de Massiac, représentant les grands planteurs esclavagistes à Paris.
Le 1er juillet 1789, Saint-Méry devient président de l’assemblée générale des Électeurs parisiens. Il participe au 14 Juillet comme membre du Comité des électeurs et organise la distribution des armes aux révoltés. Le 18 septembre, il se fait admettre comme député de la Martinique à l'Assemblée nationale constituante. Il y participe aux débats sur la question coloniale de mai 1791 au sujet de l’appartenance ou non des Africains et de leurs descendants au genre humain. Député esclavagiste, il s’oppose aux revendications du métis de Saint-Domingue Julien Raimond pour la citoyenneté active dans le cadre de la constitution censitaire de 1791. Moreau de Saint-Méry fut l’artisan de la consécration constitutionnelle de l’esclavage lors du vote de l’Assemblée nationale constituante pour le décret du 13 mai 1791.
Par hostilité au décret du 15 mai 1791 sur l'égalité des droits des blancs et des hommes de couleur libres, il choisit de boycotter l'Assemblée nationale constituante avec plusieurs autres députés des colonies. À ce titre les 9 et 10 juin sur initiative de Danton, le club des Jacobins entame une procédure de suspension contre quatre d'entre eux : Gouy d'Arcy, Jean-Baptiste Gérard, Joseph Curt et lui-même. Les quatre représentants ont violé le serment du Jeu de paume, qui les engageait à ne jamais se séparer de leurs collègues avant d'avoir donné une constitution à la France. En juillet, ils adhèrent au club des Feuillants, nouvelle formation politique. Cinq autres députés des départements français, les frères Alexandre de Lameth et Charles Malo de Lameth, Antoine Barnave, Adrien Duport et Goupil de Prefeln seront radiés du club des Jacobins après leur décision de faire révoquer le 24 septembre le décret du 15 mai.

### Moreau de Saint-Méry aux États-Unis
Attaqué par les fédérés de Marseille et menacé par un mandat d'arrêt, Moreau de Saint-Méry se réfugie en 1794, avec sa femme et ses deux fils, aux États-Unis. Il y fréquente d’autres ex-planteurs de sucre comme Jean-Simon Chaudron et devient l’une des figures de la communauté des réfugiés français de Saint-Domingue en Amérique. Après un court séjour à New York, il s'installe à Philadelphie où il ouvre une librairie et édite un journal, Le Courrier de la France et des colonies.
Il revient en France en 1798 où l’appui de Talleyrand lui vaut une charge au ministère de la Marine. Il obtient l'emploi d'historiographe de la marine, grâce à la protection de l'amiral Bruix qu'il avait connu aux colonies, et est nommé conseiller d'État le 4 nivôse an VIII (25 décembre 1799).

### Administrateur à Parme
Par le traité d'Aranjuez du 21 mars 1801 conclu entre la France et l'Espagne, le duc Ferdinand Ier de Parme perd son duché au profit de la France. Cependant le duc refuse de quitter ses états et obtient de l'occupant l'autorisation d'y rester. Le duc Ferdinand meurt le 9 octobre suivant à l'âge de 51 ans peut-être empoisonné. Son fils se trouvant en Espagne, il laisse la régence à la duchesse, sœur de la défunte reine de France. Dès le 22 octobre, la France annexe le duché. La duchesse douairière et ses filles se réfugient en Autriche.
Présent à Parme depuis mars 1801 pour préparer les changements induits par l'annexion du duché, Moreau de Saint-Méry prend possession du duché en qualité d’administrateur délégué général des États parmesans, patronné par Talleyrand. Par une série d’actes administratifs, il met en place d’importantes innovations dans le domaine du droit : il abolit les lois anti-hébraïques, interdit la torture, sépare complètement les lois civiles des lois pénales. Il réforme les tribunaux en introduisant de nouvelles lois, certaines dérivées de la nouvelle législation française. Franc-maçon, en 1804 il est fondateur de la loge de Parme. Le 1er juillet 1805, les réformes juridiques qu’il a mises en place disparaissent avec l’introduction du code Napoléon dans tout l’Empire. 
Lors de son séjour à Parme, il publie une étude sur la danse dédiée « aux Créoles, par leur admirateur ».
Le mécontentement de la population lié à la conscription militaire culmine en 1806 avec la révolte des paysans de Castel San Giovanni, qui dégénère en combat avec les militaires français à Bardi, Borgotaro. Napoléon voit dans ces évènements la preuve de l’incapacité de Moreau à gérer la situation : il le fait remplacer par le général Junot qui reçoit des ordres pour une répression sévère. Moreau tombe en disgrâce, sans charge ni salaire de conseiller d'État, et rentre à Paris ruiné non sans emmener des documents anciens dont un code datant du IXe siècle. L’impératrice Joséphine, peut-être parce qu’elle aussi est née à la Martinique, lui accorde une maigre pension, qu’il touche jusqu’à sa mort. Il se consacre à la franc-maçonnerie et devient, en 1810, grand officier d'honneur du Grand-Orient de France. En 1817, ces difficultés financières se résolvent lorsque Louis XVIII lui rachète ses archives et sa bibliothèque . Il meurt le 28 janvier 1819 à Paris.

### Lois et constitutions des colonies françaises de l’Amérique

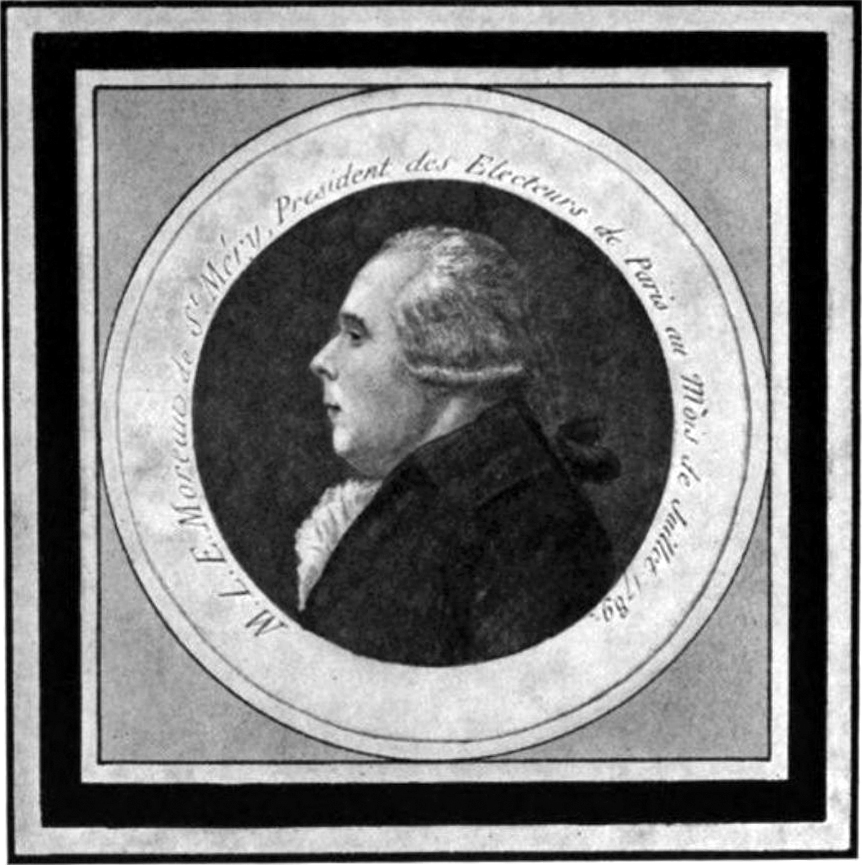
Moreau de Saint-Méry, Président des Électeurs de Paris au Mois de juillet 1789.

C’est son ami Jean-Jacques Fournier de Varennes, dit le marquis de Bellevue, descendant d’une grande famille de Saint-Malo, commandant de la milice et membre de chambre d’agriculture du Cap-Français de Saint-Domingue, qui l’aide à écrire son plus fameux ouvrage, Lois et constitutions des colonies françaises de l’Amérique sous le vent, en complète rupture avec la philosophie des Lumières.
Vers la fin du XVIIIe siècle, Saint-Méry développe dans son ouvrage Description topographique, physique, civile, politique et historique de la partie française de l’isle Saint-Domingue, une théorie arithmétique de l’épiderme dans les colonies, qui hiérarchise les cent vingt-huit combinaisons possibles du métissage noir-blanc en neuf catégories (le sacatra, le griffe, le marabout, le mulâtre, le quarteron, le métis, le mamelouk, le quarteronné, le sang-mêlé),. Cette démarche traduit la préoccupation majeure des colons esclavagistes : la discrimination par l'épiderme, selon le préjugé de couleur. La caste des colons blancs esclavagistes constitue l'« aristocratie de l’épiderme » . Il porte un regard appuyé, proche de la fascination, sur les relations sexuelles interraciales.

## Publications
- Loix et constitutions des colonies françoises de l'Amérique sous le vent tome 1, Comprenant les Loix et Constitutions depuis 1550 jusqu'en 1703 inclusivement, tome 2, 1704-1721, tome 3, 1722-1749, tome 4, 1750-1765, tome 5, 1766-1779, tome 6, 1780-1785
- Description topographique et politique de la partie française de l'isle de Saint-Domingue : Avec des observations générales sur sa population, sur le caractère & les mœurs de ses divers habitans ; sur son climat, sa culture… accompagnées des détails les plus propres à faire connaître l'état de cette colonie à l'époque du 18 octobre 1789 ; et d'une nouvelle carte de la totalité de l'isle, t. 1, Philadelphie, 1796 (lire en ligne).
- Description topographique et politique de la partie française de l'isle de Saint-Domingue : Avec des observations générales sur sa population, sur le caractère & les mœurs de ses divers habitans ; sur son climat, sa culture… accompagnées des détails les plus propres à faire connaître l'état de cette colonie à l'époque du 18 octobre 1789 ; et d'une nouvelle carte de la totalité de l'isle, t. 2, Philadelphie, 1798 (lire en ligne).
- Idée générale ou abrégé des sciences et des arts à l'usage de la jeunesse, Philadelphie, 1796
- Description topographique et statistique des États de Parme, Plaisance et Guastalla, 8 vol. (manuscrit inédit conservé à Parme)
- Discours sur l'utilité du musée établi à Paris, prononcé dans sa séance publique du 1er décembre 1784, par M. L.-E. Moreau de Saint-Méry, Parme, Bodoni, 1805, 32 p. (lire en ligne)
- Discours sur l'utilité des assemblées publiques littéraires, par M. L.-E. Moreau de Saint-Méry, Parme, Bodoni, 1805, 28 p. (lire en ligne)
- Mémoire sur un nouvel équipage de chaudières à sucre pour les colonies, avec le plan dudit équipage, par M. L.-E. Moreau de Saint-Méry, Paris : chez Hardouin et Gattey, 1786 (lire en ligne)
- Opinion de M. Moreau de Saint-Méry, député de la Martinique à l'Assemblée nationale, sur les dangers de la division du ministère de la Marine et des Colonies, par M. L.-E. Moreau de Saint-Méry, Paris : Imprimerie nationale, 1790 (lire en ligne)
- Opinion de M. Moreau de S. Méry, député de la Martinique, imprimé par ordre de l'Assemblée nationale : sur la motion de M. de Curt, député de la Guadeloupe, pour l'établissement d'un comité chargé particulièrement de l'examen de tous les objets coloniaux : séance du premier décembre 1789, par M. L.-E. Moreau de Saint-Méry, Paris : Imprimerie nationale, 1789 (lire en ligne)
- Description de la partie espagnole de l’isle Saint-Domingue, tome I et tome II lire en ligne sur Gallica
- De la danse : Dédié aux Créoles, Parme, Imprimé par Bodoni, 1801, 52 p. (lire en ligne)

## Biographie et sources manuscrites
- Catalogue des livres et manuscrits de la bibliothèque de feu M. Moreau de Saint-Méry,... dont la vente se fera le mercredi 15 décembre 1819, Paris, Merlin, novembre 1819, VIII-109 p.

- Moreau de Saint-Méry, Description topographique et statistique des États de Parme, Plaisance et Guastalla, 8 vol. (manuscrit inédit).

- Journal de Moreau de Saint-Méry (manuscrit inédit)

- Taffin (Dominique), dir., Moreau de Saint-Méry ou Les ambiguïtés d'un créole des Lumières : actes du colloque des 10-11 septembre 2004 organisé par les Archives départementales de la Martinique et la Société des amis des archives et de la recherche sur le Patrimoine culturel des Antilles avec le concours de l'Université des Antilles et de la Guyane, Fort-de-France, Société des amis des archives et de la recherche sur le patrimoine culturel des Antilles, 2006

- Notice biographique sur gallica BnF